# Jeepers Creepers
Jeepers Creepers (titulada El Demonio en Hispanoamérica) es una película de terror de 2001 escrita y dirigida por Victor Salva. Fue producida por Francis Ford Coppola y protagonizada por Gina Philips, Justin Long, Jonathan Breck, Patricia Belcher y Eileen Brennan.
La película toma lugar en las locaciones ficticias de los condados Pertwilla y Poho, este última es una localidad característica de las películas de Salva, pues gran parte de sus filmes se desarrollan en este condado.

## Argumento
Trish Jenner y su hermano Darry vuelven a casa de la universidad para pasar las vacaciones de primavera. Mientras conducen por la campiña de Florida, un viejo camión los sigue aterradoramente, pero finalmente pasa de largo. Más tarde observan que el mismo camión está estacionado junto a una iglesia abandonada y que el conductor lanza lo que parecen ser cadáveres envueltos en sábanas manchadas de sangre en una gran tubería que sobresale del suelo. Al ver pasar su coche, el conductor los persigue y los saca de la carretera.
Cuando el camión se marcha, Darry convence a Trish para que vuelvan a la iglesia. Al investigar, Darry oye ruidos provenientes del interior de la tubería y se mete dentro con Trish sujetándolo por los pies. Cuando Darry se asoma a la tubería unos roedores caminan hacia Darry y Trish deja caer accidentalmente a Darry al fondo de la tubería. Dentro, encuentra a un hombre moribundo con puntos de sutura en el estómago y cientos de cadáveres cosidos en las paredes y el techo del sótano, incluidos los de una pareja de graduados desaparecida veintitrés años atrás. Y es el núcleo de una leyenda urbana local. Darry consigue salir de la tubería, encuentra a Trish y ambos huyen del lugar e intentan ponerse en contacto con la policía en un viejo bar. Allí, una extraña mujer los llama por teléfono y les dice que están en peligro. Después, pone la canción «Jeepers Creepers» en un tocadiscos, diciéndoles que uno de ellos morirá gritando al escuchar la canción; aún confundidos por la llamada se enteran por los trabajadores y clientes del lugar que mientras estaban al teléfono el sujeto del camión apareció en el estacionamiento, forzó su auto y tras oler la ropa de sus equipajes se marchó. Tras esto se reúnen con la policía, quienes van a investigar en la vieja iglesia abandonada, mientras una patrulla los escolta a la comisaría local. Mientras viajan, se enteran de que la iglesia se ha incendiado y cualquier posible prueba ha sido destruida. La patrulla es atacada y los agentes asesinados por el creeper, que carga sus cuerpos en el camión mientras Trish y Darry huyen aterrorizados.
Se detienen en la casa de una anciana solitaria y le ruegan que llame a la policía. La señora accede hasta que se da cuenta de que un hombre se esconde en su patio, y cuando se acerca con una escopeta, tras disparar el creeper vuela, se mete a la casa de la señora y la mata antes de revelar su rostro inhumano a Darry y Trish. Trish atropella repetidas veces al creeper con su coche, pero se queda horrorizada al ver cómo un ala gigante rasga su gabardina y se agita en el aire. Los hermanos se marchan y conducen hasta la comisaría, donde se les acerca una vidente, Jezelle Gay Hartman, la mujer que les llamó en el bar. Ella les cuenta la verdadera naturaleza de su perseguidor: se trata de una antigua criatura, conocida como «El Creeper», que despierta cada 23 primaveras durante veintitrés días para darse un festín con partes del cuerpo de los seres humanos, que luego forman parte de su propio cuerpo. También les dice que busca a sus víctimas a través del miedo y que, tras oler el miedo de Darry y Trish, ha encontrado algo que le gusta en uno de ellos.
El Creeper, gravemente herido, llega a la comisaría, corta la electricidad y se come a varios prisioneros para curarse siendo rodeado por la policía, pero mata a varios de ellos y evade su captura. Atrapada, Jezelle advierte a Darry y Trish de que uno de ellos tendrá una muerte horrible esa noche; Darry exige saber quién y Jezelle mira a Trish. El Creeper los encuentra pero perdona la vida a Jezelle antes de acorralar a Trish y Darry en una sala de interrogatorios en el piso superior. Tras olerlos, descarta a Trish y elige a Darry. Trish ofrece su vida por la de su hermano, pero el Creeper escapa por la ventana y vuela alejándose con Darry. 
Al día siguiente, Trish es recogida por sus padres mientras Jezelle regresa a su casa lamentando no haber podido evitar el destino del muchacho. Al mismo tiempo, en una fábrica abandonada, se oyen los últimos gritos de Darry antes de morir; en el interior de las instalaciones se muestra que, mientras oye Jeepers Creepers en un gramófono el Creeper lo ha asesinado para robar sus ojos.

## Elenco

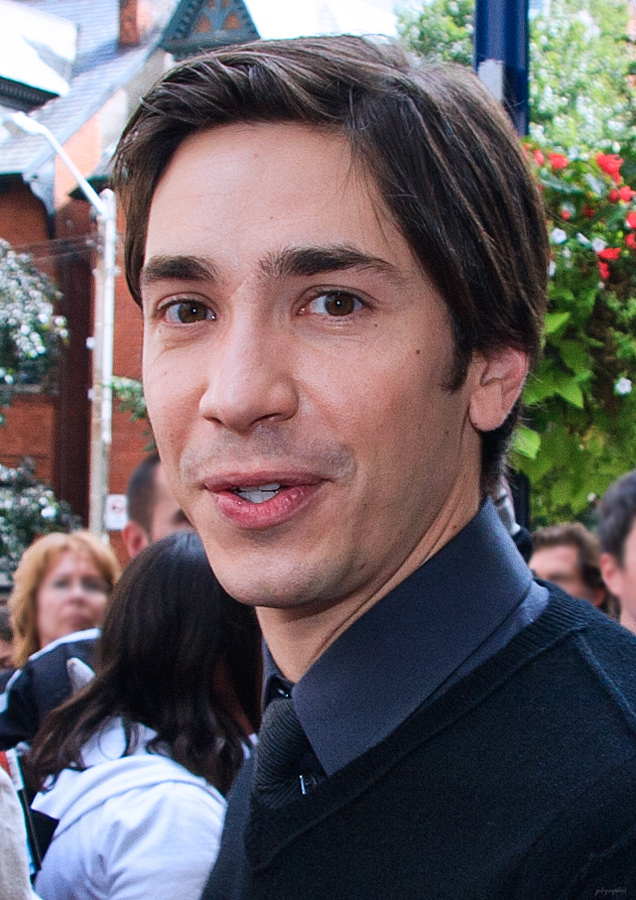
Justin Long fue quien interpretó a Darry Jenner, personaje que le valió en algunas nominaciones a algunos premios internacionales.

- Justin Long como Darius «Darry» Jenner: el hermano menor de Trish y un estudiante de biología. Después de caer en la guarida del Creeper descubre centenares de cadáveres allí; pronto comienzan a ser perseguidos por la criatura demoníaca hasta que es capturado por ella, lo mata y le arranca sus ojos para alimentarse.
- Gina Philips como Trisha «Trish» Jenner: la hermana mayor de Darry, una estudiante de ciencias sociales que adora regresar a su casa por las carreteras del condado de Poho, al considerarlo un lugar tranquilo, Trish es la dueña del vehículo donde se transportan los hermanos, ella trata de convencer al Creeper que se la lleve en lugar de Darry, pero la criatura hace caso omiso.
- Jonathan Breck como El Creeper: un demonio con miles de años de existencia que despierta cada 23 años y por 23 días se alimenta de partes humanas para prolongar su vida, regenerarse y nuevamente hibernar por 23 años más. Escoge a sus presas con su olfato oliendo el miedo y no se detiene hasta cazarlas.
- Patricia Belcher como Jezelle Hartman: una vidente del condado de Poho, alerta a los hermanos Jenner sobre las intenciones del Creeper con ellos y trata de salvar a Darry en vano. Es considerada por los pobladores de Poho como una loca.
- Eileen Brennan como La señora de los gatos: una anciana del condado de Poho, vive sola en su casa acompañada de más de 24 gatos. Es asesinada por El Creeper quien la atraviesa con una escopeta.
- Brandon Smith como David Tubbs: un sargento del condado de Poho que atiende a los hermanos mientras estos llegan a la Jefatura en busca de ayuda.
- Jon Beshara como el agente Robert Gideon: un oficial de policía de Petwilla, que escolta junto a la oficial Weston a Darry y Trish, es asesinado por El Creeper quien lo decapita y se come su lengua.
- Avis-Marie Barnes como la agente Natasha Weston: una oficial de policía de Petwilla, escolta junto al oficial Gideon a Darry y Trish, es asesinada por el Creeper cuando este la arroja de la patrulla policial en pleno movimiento.
- Patrick Cherry como Binky: un trabajador del restaurante Opper's.
- Peggy Sheffield como Beverly: una camarera del restaurante Opper's' que atiende a los hermanos Jenner, llama a la policía de Petwilla y es testigo de como El Creeper olfatea la ropa de los Jenner.

## Doblaje
Existen distintas versiones de doblaje de la película a raíz de que diferentes compañías adquirieron los derechos del filme extendiendo la versión original de MGM realizada en México, un redoblaje propiedad del Grupo televisa realizada en Cuernavaca, una versión miamense propiedad de Empresas 1BC y Radio Caracas Televisión para ser emitida en Venezuela y Colombia, además de una versión para Netflix.
| Personaje             | Actor de doblaje      | Actor de doblaje   | Actor de doblaje    | Actor de doblaje  |
| Personaje             | Doblaje Original      | Redoblaje          | Doblaje Miami       | Netflix           |
| --------------------- | --------------------- | ------------------ | ------------------- | ----------------- |
| Trisha "Trish" Jenner | Elsa Covián           | Azucena Martínez   | María Elena Heredia | Carla Castañeda   |
| Darius "Darry" Jenner | Víctor Ugarte Fonseca |                    | Diego Osorio        | Javier Olguín     |
| Jezelle Hartman       | Alejandra de la Rosa  | Patricia Mainou    | Anna Silvetti       |                   |
| Sargento Davis Tubbs  | Paco Mauri            | Humberto Solórzano |                     | Gerardo Vásquez   |
| Oficial Gideon        | Andrés García         | Daniel del Roble   |                     | Rolando de Castro |
| Oficial Weston        | Katalina Múzquiz      |                    |                     | Yolanda Vidal     |
| Señora con gatos      | Guadalupe Noel        | Ángela Villanueva  |                     | Anabel Méndez     |
| Beverly               | Rocío Garcel          |                    |                     | Norma Iturbe      |
| Joven Agonizando      | Andrés García         |                    | José Luis García    |                   |

## Producción
La película obtuvo luz verde por parte de la Metro-Goldwyn-Mayer a mediados del 2000, la producción se trasladó a los estudios de la MGM ubicados en Florida. Durante el casting la primera en quedar seleccionada fue Philips, quien obtuvo el papel protagónico de Trisha «Trish» Jenner después de audicionar junto a muchos actores jóvenes que competían por el papel de Darius «Darry» Jenner, entre los cuales Justin Long obtuvo el papel pues actuó de forma asustado y temeroso frente al antagonista mientras que el resto de los actores querían enfrentar a The Creeper.
El papel de The Creeper estaba destinado a Lance Henriksen, con quien Victor Salva ya había trabajado anteriormente en la película Powder, sin embargo la producción convenció a Salva de escoger a alguien desconocido con el que la audiencia no se sintiera familiarizado obteniendo el papel Jonathan Breck. El diseño de arte estuvo a cargo de Brad Parker y la música del compositor y maestro de orquesta Bennette Salvay.
La película se rodó en el verano del 2000, en el condado de Osceola mientras que algunas escenas como La casa del Dolor/La Iglesia abandonada, El restaurante Opper's, la casa de la señora con Gatos, la Jefatura de Poho y la planta de aguas negras se filmaron en locaciones cercanas a los estudios de MGM de Florida. 

### Taquilla
Jeepers Creepers ganó 37 904 175 $ en EE. UU. Más tarde hizo 21 313 614 $ a nivel internacional, creando un total de 59 217 789 $ a nivel mundial, algo muy bueno pues el costo de presupuesto fue de 8 millones de dólares.

## Secuelas
En 2003 se estrenó en cines Jeepers Creepers 2. Esta continuación tiene lugar cuatro días después de lo contado en su predecesora. La trama se centra en como "El Creeper" caza a los jugadores y animadoras de un equipo de baloncesto de un instituto después de averiar su autobús, mientras que Jack Taggart sigue el rastro del demonio para vengar la muerte de su hijo.
En 2017 se estrenó en cines Jeepers Creepers 3, la tercera película de la franquicia que contó con la financiación de 
Myriad Pictures y con Salva nuevamente como director y guionista. La película transcurre después de los hechos de la primera película y antes de la segunda película, narrando lo acontecido después del rapto de Darry Jenner pero antes que el Autobús 226 inicie su fatídico recorrido al condado de Kissell. La película esta protagonizada por Meg Foster, Stan Shaw y Jonathan Breck. La película cuenta con un cameo de Gina Philips como Trish Jenner.
 Aunque hubo rumores de que MGM Studios estaría interesado en llevar una cuarta película de la serie, Jeepers Creepers: Reborn estrenada en 2022, usualmente descrita como un semi-reinicio de la saga, ya que fue la primera en no estar producida, dirigida ni escrita por Victor Salva, estrictamente se trata de una obra no oficial, ya que se realizó sin permiso de la productora e infringiendo los derechos de distribución relacionados con el personaje y su franquicia.
A comienzos del 2025 se empezó a escribir un guion adaptado a la serie de Cómic de "Creepers" dónde se menciona que podría salir a comienzos del 2026 una nueva Película de "Jeepers Creepers" que tiene como título comercial "Jeepers Creepers: The Beginning" o "Jeepers Creepers: La Primera Sangre" dónde estarán como principal protagonista a Kenny Brandon y Darla Cleeway, en una historia similar a la película original de Jeepers Creepers del 2001 en un tiempo trascurrido en la primavera de 1978 contando la historia de Kenny y Darla, además se supo que en la trama estaría involucrados algunos jóvenes de una Preparatoria dónde una joven Médium es ignorada por sus compañeros sobre un terrible suceso que pondría en peligro sus vidas en la noche de graduación.
Todavía no se ha confirmado algún reparto pero la historia se centraría en contar el inicio del "Creepers" en las primeras primaveras antes del 2001 tiempo donde transcurrió la película original.

## Cómic
El 18 de julio de 2017, se anunció que Jeepers Creepers tendría una adaptación al cómic por parte de Dynamite y MGM quienes firmaron un contrato para cubrir una adaptación de Jeepers Creepers y su secuela Jeepers Creepers 2, además de también confirmar la adaptación al cómic de la franquicia Pumpkinhead.
La historia se centra en un joven investigador y estudiante de posgrado, Devin Toulson, que durante una de sus expediciones descubre la existencia del Creeper, poco a poco descubrirá la relación de la temible criatura con los mayas y aztecas pero no sabe que la criatura ha despertado de su hibernación en su búsqueda, mientras Devin descubrirá que su mitológico descubrimiento es más que una simple leyenda.

## Recepción
Recibió críticas positivas que la catalogaron como una de las mejores películas de terror del 2001 y fue un éxito de taquilla en Estados Unidos, España, México, Argentina y Venezuela. El título del filme proviene del tema «Jeepers Creepers», escrito por Harry Warren y Johnny Mercer para la comedia musical Going Places (1938), y que obtuvo una nominación al Óscar a la mejor canción. La versión que suena en la película es interpretada por Paul Whiteman y sus Swing Wings, en las voces de The Four Modernaires.
El éxito del filme fue aceptado como una nueva era para las películas de monstruos y Salva fue elogiado por basarse en el terror visual y el suspenso a diferencia de múltiples filmes de terror de la época. Posteriormente, se produjeron tres secuelas: Jeepers Creepers 2 (2003), Jeepers Creepers 3 (2017) y Jeepers Creepers: Reborn (2022), la última de las cuales es la única en no contar con Salva en la dirección, además de lanzarse un cómic, adaptaciones literarias y mercadotecnia oficial.
Jeepers Creepers recibió reseñas positivas por parte de la crítica y de la audiencia. En el portal de internet Rotten Tomatoes, la película posee una aprobación de 45%, basada en 108 reseñas, con una puntuación de 5.1/10 por parte de la crítica, mientras que de parte de la audiencia tiene una aprobación de 48%.
La página web Metacritic le ha dado una puntuación de 49 de 100, basada en 24 reseñas, indicando «reseñas mixtas». Las audiencias de CinemaScore le han dado una calificación de «D» en una escala de A+ a F, mientras que en el sitio web IMDb los usuarios le han dado una puntuación de 6.1/10, sobre la base de más de 91 000 votos.